# Akner (Syunik)
Akner (in armeno Ակներ; precedentemente Brun/Brrun, in armeno Բռուն) è un comune dell'Armenia, precisamente della provincia di Syunik; nel 2010, ovvero nell'ultimo censimento, si contavano 1.338 abitanti.